# Boughton (Lincolnshire)
Boughton – wieś w Anglii, w hrabstwie Lincolnshire. Leży 31 km na południowy wschód od Lincoln i 166 km na północ od Londynu.